# 赤3号

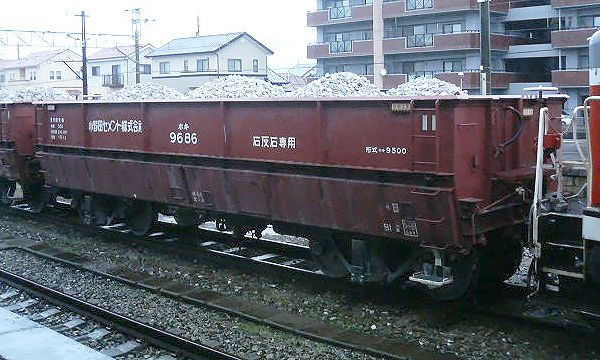
赤3号を地色としたホキ9500形貨車

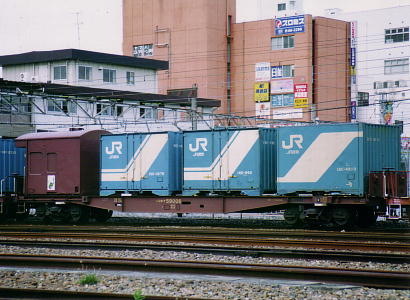
赤3号を地色としたコキフ50000形貨車

赤3号（あか3ごう）は、日本国有鉄道（国鉄）が定めた色名称の1つである。

## 概要
国鉄部内の慣用色名称は「赤茶色」である。
1959年、コンテナ貨車チキ5000形の地色（車体色）として採用されたのが最初である。その後、国鉄時代のコンテナ貨車の標準色となった。
車体色としては、無蓋貨車トキ25000形・ホッパ車ホキ2500形などの地色としても採用された。
車体色以外では、蒸気配管の配管色や、事業用コンテナのS90形の外部塗色としても使用されていた。

## 使用車両
- 国鉄コキ5500形貨車
- 国鉄コキ50000形貨車
- 国鉄トキ25000形貨車
- 国鉄ホキ2500形貨車

## 近似色
- 茶色
- 赤
- 錆止め色